# گین ویتمن
گین ویتمن (انگلیسی: Albert Gayne Whitman؛ ۱۹ مارس ۱۸۹۰ – ۳۱ اوت ۱۹۵۸) یک هنرپیشه اهل ایالات متحده آمریکا بود.
از فیلم‌ها یا برنامه‌های تلویزیونی که وی در آن نقش داشته است می‌توان به زنی از دریا و دریا (راوی) اشاره کرد.